# 45511 Anneblack
45511 Anneblack è un asteroide della fascia principale. Scoperto nel 2000, presenta un'orbita caratterizzata da un semiasse maggiore pari a 3,2988941 au e da un'eccentricità di 0,0830905, inclinata di 1,19345° rispetto all'eclittica.